# Phạm Ngộ
Phạm Ngộ (chữ Hán: 范悟, hay Phạm Tông Ngộ, ? - ?); hiệu: Liêu Khê; là nhà thơ và là quan nhà Trần trong lịch sử Việt Nam.

## Tiểu sử
Phạm Ngộ là người làng Kính Chủ, huyện Giáp Sơn; nay là xã Hoành Sơn, thị xã Kinh Môn, tỉnh Hải Dương.
Ông nguyên họ Chúc, tên Kiên; sau Trần Nhân Tông (ở ngôi: 1285-1293) cho rằng họ Chúc không phải là họ lớn, mới cho đổi thành họ Phạm, còn tên Kiên vì trùng với tên Phán thủ Huệ Nghĩa nên đổi thành Ngộ.
Theo tài liệu thì ba cha con ông đều hay thơ. Cha (không rõ tên) là nhà sư ở Phù Thạch (Hà Tĩnh), anh là Phạm Mại (hay Phạm Tông Mại), làm quan đồng thời với ông .
Không rõ Phạm Ngộ có thi đỗ gì không, chỉ biết khi Trần Nhân Tông xuất gia (Kỷ Hợi, 1299), Phạm Ngộ và Phạm Mại đều được cử làm Thị nội học sinh để theo hầu .
Dưới triều Trần Minh Tông (ở ngôi: 1314-1323), ông được điều động làm Tri thẩm hình viện sự, sau lần lượt thăng các chức: Tả ty lang trung, Tri chính sự, đồng Tri thượng thư tả ty sự.
Ông làm quan nổi tiếng ngay thẳng, thanh liêm và cẩn trọng .

## Tác phẩm
Tác phẩm của Phạm Ngộ hiện chỉ còn 8 bài thơ chép trong Toàn Việt thi lục và Việt âm thi tập.
Thơ Phạm Ngộ là loại thơ ít lời nhiều ý, ít nói thẳng tâm sự của mình ra, mà dùng hình ảnh, dùng cảnh vật để nói thay. Những hình ảnh nhà thơ sử dụng đều giàu sức biểu cảm, gợi thi hứng rất nhiều. Nhìn chung, thơ ông tự nhiên, đôn hậu, trong sáng như hầu hết những cây bút tiêu biểu trong dòng thơ thời Lý-Trần . 
Giới thiệu một bài:
| Phiên âm Hán-Việt: Đại Than dạ bạc Thập tải giang hồ nhất diệp chu, Tây phong xuy tận hắc điêu cầu. Sương hàn dã tự chung sơ dạ, Nguyệt mãn giang thôn nhạn chính thu. Kim cổ vô cùng ngô đạo tại, Càn khôn bất ngại thử thân phù. Minh thời khổ luyến quy tâm vị, Tàm quý vân sơn nhiễu mộng du. | Dịch nghĩa: Đêm đậu thuyền ở bến sông Đại Than Mười năm giang hồ với một lá thuyền con, Gió tây thổi phai hết màu đen trên chiếc áo cầu lông điêu. Ngôi chùa quê trong sương lạnh, tiếng chuông điểm khi đêm vừa đổ xuống, Xóm ven sông trăng tỏa, chim nhạn bay giữa tiết trời thu. Kim cổ vô cùng, đạo ta vẫn còn mãi, Trời đất không ngăn trở, thân này cứ lênh đênh. Còn lưu luyến với đời thịnh trị, chưa được thoả lòng quy ẩn, Thẹn thùng, mây núi cứ quẩn quanh trong giấc chiêm bao. |

## Sách tham khảo
- Ngô Sĩ Liên, Đại Việt sử ký toàn thư (Tập 2). Nhà xuất bản Khoa học Xã hội. 1985.
- Nguyễn Huệ Chi, mục từ "Phạm Ngộ" in trong Từ điển văn học (bộ mới). Nhà xuất bản Thế giới, 2004.
- Nguyễn Đăng Na (chủ biên), Văn học thế kỷ X-XV, mục từ "Phạm Ngộ". Nhà xuất bản Khoa học Xã hội, 2004.
- Nhiều người soạn, Từ điển bách khoa Việt Nam, mục từ "Phạm Ngộ"